# Білява, Каштанова та Бентежна
«Білява, Каштанова та Бентежна» — ірландська казка, зібрана Джеремією Кертіном у «Міфах і фольклорі Ірландії» та Джозефом Джейкобсом у його «Кельтських казках».
За класифікацією казок Аарне-Томпсона ця казка належить до типу 510A. До інших казок цього типу належать «Попелюшка», «Фінетт Сендрон», «Золотий черевичок», «Кеті Вуденклоак», «Рашен Коуті», «Гостророга сіра вівця», «Історія Там і Кам» та «Дивовижна береза».

## Конспект
Король Г'ю Куруча мав трьох дочок: Біляву, Каштанову та Бентежну. Оскільки Бентежна була найкрасивішою, старші сестри змушували її залишатися вдома, боячись, що вона вийде заміж раніше за них.
Через сім років син короля Еманії закохався в Красуню. Кухарка сказала Бентежній, що вона повинна піти до церкви. Коли вона сказала, що не має відповідної сукні, куховарка дала їй сукню, коня, медовий палець і медоносну пташку і сказала, щоб вона пішла, як тільки закінчиться меса. Вона послухалася і втекла, перш ніж до неї підійшов чоловік. Ще через два рази син еманійського короля забув, що жінка прийшла до церкви, і побіг за нею, встигнувши вхопити її черевик, коли вона поскакала геть.
Королівський син шукав ту, кому пасуватиме черевичок, хоча інші королівські сини попереджали його, що йому доведеться битися з ними за неї. Вони шукали всюди, а коли прийшли до будинку, наполягли на тому, щоб спробуватла і Бентежна. Принц одразу впізнав її. Бентежна пішла, переодяглася у свої святкові шати й повернулася, і всі інші погодилися цо це та красуня.
Сини іноземних королів билися з ним за неї, але королівський син переміг їх усіх, а сини ірландського короля сказали, що не будуть битися з одним зі своїх. Тож королівський син і Бентежна одружилися. У Бентежної народився син, і її чоловік покликав Біляву на допомогу. Одного разу, прогулюючись уздовж берега, Білява штовхнула Бентежну в море. Кит проковтнув Бентежну, а Білява видала себе за свою сестру. Принц поклав між ними в ліжко свій меч, сказавши, що якщо вона є його дружина, то стане тепло, а якщо ні — то холодно.На ранок меч залишився холодним.

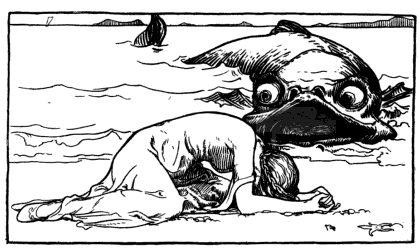
Кит і Бентежна

Пастух бачив, як Білява заштовхала Бентежну у воду, і побачив, як кит проковтнув її. Наступного дня він побачив, як кит виплюнув її назад. Вона розповіла йому, що кит тричі ковтав і випльовував її назад, і вона не могла покинути пляж. Якщо її чоловік не врятує її, вистріливши киту в місце на спині, вона не зможе звільнитися.
Білява напоїла пастуха, і він забув першу зустріч із Бентежною, але вдруге розповів принцу. Принц застрелив кита. Вони послали звістку її батькові, який сказав, що вони можуть стратити Біляву, якщо захочуть. Вони сказали йому, що він може робити, що хоче, тож батько кинув її в море в бочці з харчами.
Згодом у них народилася дочка, і вони вирішили віддати її заміж за пастуха на знак вдячності за порятунок.

## Аналіз

### Казковий тип
Перша частина казки належить до типу казки ATU 510A, «Попелюшка», типу казки глобального поширення на всіх континентах. Друга частина казки, в якій сестра тричі намагається вбити царівну та її повернення, відповідає типу казки АТУ 403 «Чорно-біла наречена». Норвезький фольклорист Рейдар Торальф Крістіансен класифікував казку як ірландський варіант «Попелюшки», який продовжується як казка типу 403.

### Мотиви
Героїня, від якої позбуваються, також з'являється в баладі «Дві сестри», казках «Кущиста наречена» і «Морська Діва»; в двох останніх героїня повинна бути врятована героєм.